# 滋賀県道243号東上坂近江線
滋賀県道243号東上坂近江線（しがけんどう243ごう ひがしこうざかおうみせん）は、滋賀県長浜市から米原市に至る一般県道である。

## 概要
長浜市東上坂町から米原市宇賀野に至る。
合併前の旧長浜市域北部と米原市近江地区の中央部を結ぶ道路。

### 路線データ
- 起点：長浜市東上坂町（国道365号交点）
- 終点：米原市宇賀野（宇賀野交差点、滋賀県道234号朝妻筑摩近江線・滋賀県道235号世継宇賀野線終点、滋賀県道556号長浜近江線交点）
- 総延長：12.1 km

## 歴史
- 1958年（昭和33年）7月26日 - 滋賀県告示第291号により県道243号七条近江線、県道270号野石田線として路線認定[1]。
- 1965年（昭和40年）3月22日 - 県道243号を東上坂近江線に変更し、県道270号を廃止

## 路線状況

### バイパス
- 長浜市東上坂町 - 長浜市七条町・七条町西交差点

### 重複区間
- 滋賀県道37号中山東上坂線（長浜市東上坂町・東上坂町東交差点 - 長浜市西上坂町・千草口交差点）
- 国道8号（米原市高溝・国道高溝交差点 - 米原市顔戸・顔戸交差点）

## 地理

### 通過する自治体
- 滋賀県
  - 長浜市 - 米原市

### 交差する道路
| 交差する道路                                                                  | 市町村名 | 交差する場所 | 交差する場所        |
| ----------------------------------------------------------------------------- | -------- | ------------ | ------------------- |
| 国道365号                                                                     | 長浜市   | 東上坂町     | 起点                |
| 滋賀県道37号中山東上坂線 / 馬車道 重複区間起点                                | 長浜市   | 東上坂町     | 東上坂町東交差点    |
| 滋賀県道37号中山東上坂線 / 馬車道 重複区間終点                                | 長浜市   | 東上坂町     | 千草口交差点        |
| 滋賀県道509号間田長浜線                                                       | 長浜市   | 七条町       | 七条町西交差点      |
| 滋賀県道244号大野木志賀谷長浜線                                               | 長浜市   | 本庄町       | 本庄町交差点        |
| 滋賀県道510号伊部近江線                                                       | 米原市   | 顔戸         |                     |
| 国道8号 重複区間起点                                                          | 米原市   | 高溝         | 国道高溝交差点      |
| 国道8号 重複区間終点                                                          | 米原市   | 顔戸         | 顔戸交差点          |
| 滋賀県道234号朝妻筑摩近江線 滋賀県道235号世継宇賀野線 滋賀県道556号長浜近江線 | 米原市   | 宇賀野       | 宇賀野交差点 / 終点 |

### 交差する鉄道
- 東海道新幹線

### 沿線
- 湖北精工 東上坂工場
- 長浜東上坂郵便局
- 長浜市立北郷里小学校、北郷里幼稚園
- 西塚古墳
- 横山歴史資料館
- 近江ベルベット 第二化工工場
- 徳明寺
- 長浜市立東保育園
- 西黒田簡易郵便局
- 長浜市立西黒田幼稚園
- 熊岡神社
- 長浜市青少年野外活動センター
- 布勢古墳群
- メルボ紳士服工業（滋賀工場）
- 長浜信用金庫 近江支店
- 滋賀銀行 近江町支店